# GLOW Festival
Het GLOW Festival is een gratis lichtkunstfestival in de Nederlandse stad Eindhoven waarop kunstenaars en ontwerpers uit binnen- en buitenland lichtkunst- en designtoepassingen tonen die tot stand zijn gekomen door het gebruik van nieuwe mediatechnologieën, zoals computers, sensoren, animaties, maar ook bekendere projectietechnieken. 

## Ontwikkeling en karakter
In november 2006 werd het voor het eerst gehouden.
Het festival is een openluchttentoonstelling waarbij kenmerkende gebouwen en locaties met kunstlicht worden belicht. Tijdens het eerste festival waren in de stad en op de oevers van de Dommel kunstwerken te zien. Doordat het festival steeds groter is geworden, werden Strijp-S en het terrein van TU/e hier bij getrokken.
Door de productie van lucifers en later de gloeilamp door Philips in Eindhoven heeft de stad altijd al iets met licht gehad. Eindhoven staat daarom ook wel bekend als lichtstad. Tegenwoordig is het de led-verlichting die in toenemende mate de aandacht trekt.
Vanwege het COVID-19-virus kon in 2020 het festival niet plaatsvinden.
De editie van 2021 getiteld Moved by Light, vond – in tegenstelling tot andere edities – plaats op vier verschillende locaties in Eindhoven, namelijk Centrum, Strijp S/Strijp T, Campina en TU/e (Technische Universiteit Eindhoven). Daarnaast waren er bij die editie op twee locaties in Eindhoven satelliet-projecten:
- Nuenen - De bekende zonnebloemen van Hugo Vrijdag die worden geplaatst bij de molen in Nuenen.
- High Tech Campus Eindhoven - Een water- en lichtshow ontworpen door het Franse gezelschap Aquatique Show.

In 2023 trad GLOW Eindhoven voor het eerst buiten de stadsgrenzen. In dit jaar vond GLOW ook plaats in Best, Geldrop, Mierlo, Waalre en Oirschot. Tijdens deze editie was in Eindhoven ook de krachtigste laser ter wereld te bewonderen. In 2024 vond GLOW ook plaats in Best, Oirschot en Helmond.

## Bezoekersaantallen en thema's
| Jaar | Bezoekers        | Thema                                  | Bijzonderheden                     |
| ---- | ---------------- | -------------------------------------- | ---------------------------------- |
| 2006 | 45.000           |                                        |                                    |
| 2007 | 65.000           |                                        |                                    |
| 2008 | 125.000          | Connecting the forbidden city          |                                    |
| 2009 | 150.000          | Being Public                           |                                    |
| 2010 | 250.000          | (Re-)discovering Eindhoven             |                                    |
| 2011 | 360.000          | Illusion & Reality                     |                                    |
| 2012 | 450.000          | Façades & Faces                        |                                    |
| 2013 | 520.000          | Urban Playground                       |                                    |
| 2014 | 650.000          | City in Motion                         |                                    |
| 2015 | 730.000          | Nature & Architecture                  | 10-jarig jubileum                  |
| 2016 | 740.000          | City & Science                         |                                    |
| 2017 | 740.000          | The Source                             |                                    |
| 2018 | 750.000          | Shadows & Light                        |                                    |
| 2019 | 770.000          | Living Colors                          |                                    |
| 2020 | N.v.t.           | Alternatieve GLOW: Connecting the Dots | Festival afgelast vanwege COVID-19 |
| 2021 | 580.000          | Moved by Light                         |                                    |
| 2022 | Niet vrijgegeven | Urban Skin                             |                                    |
| 2023 | 750.000          | The Beat                               |                                    |
| 2024 |                  | The Stream                             |                                    |
| 2025 |                  | The Light                              | Viering van 20-jarig bestaan       |

## Galerij

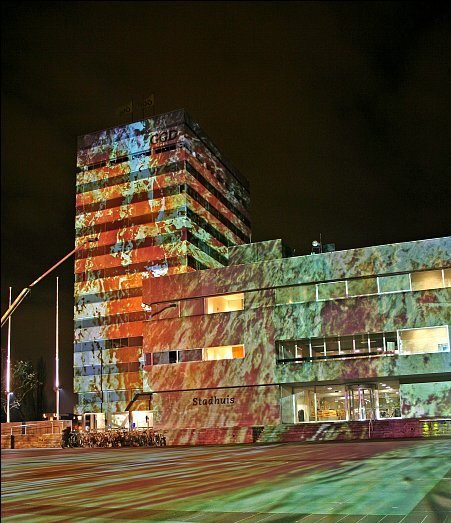
Het stadhuis
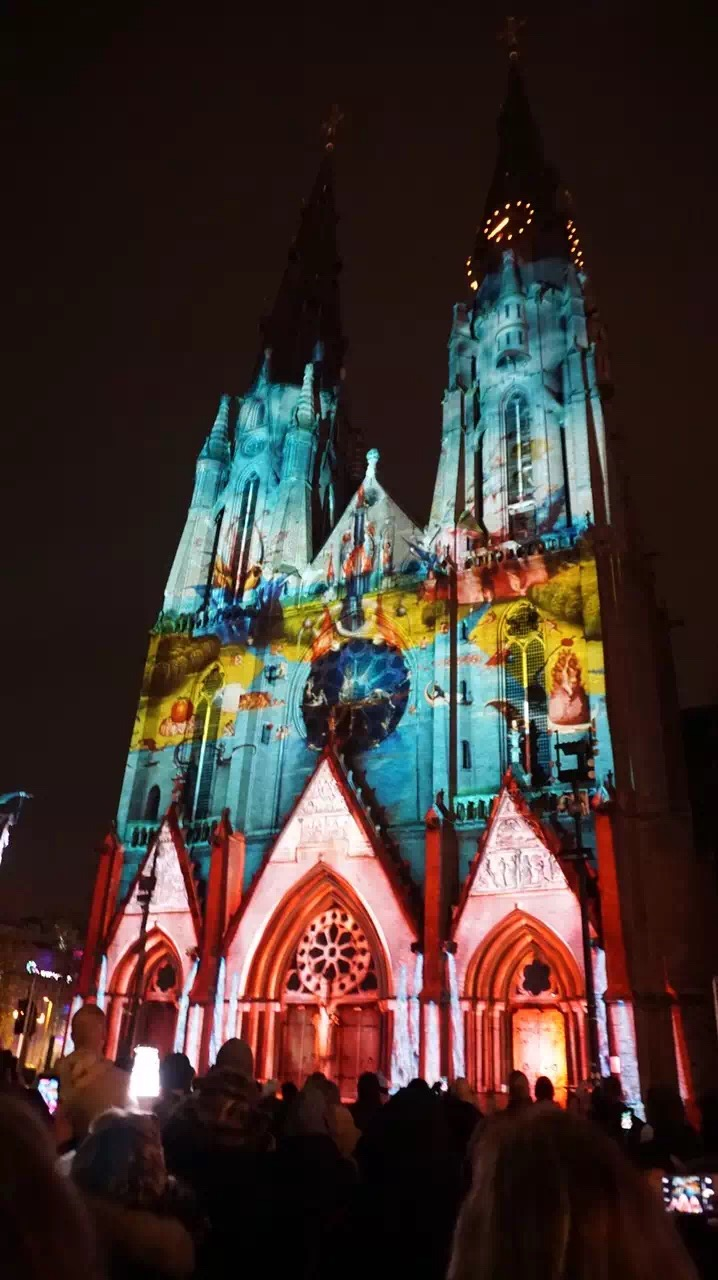
De Sint-Catharinakerk
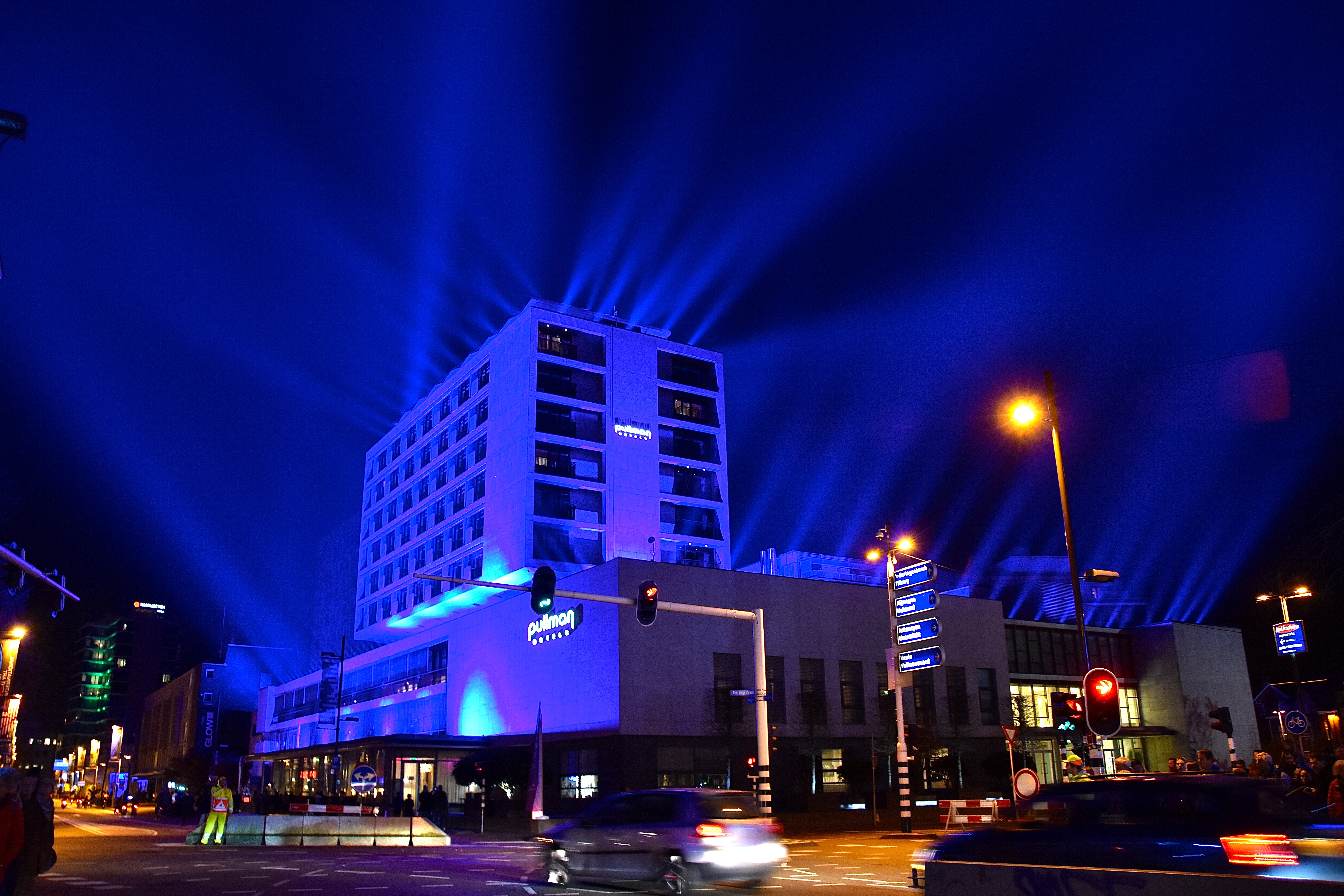
Hotel Pullman Eindhoven Cocagne
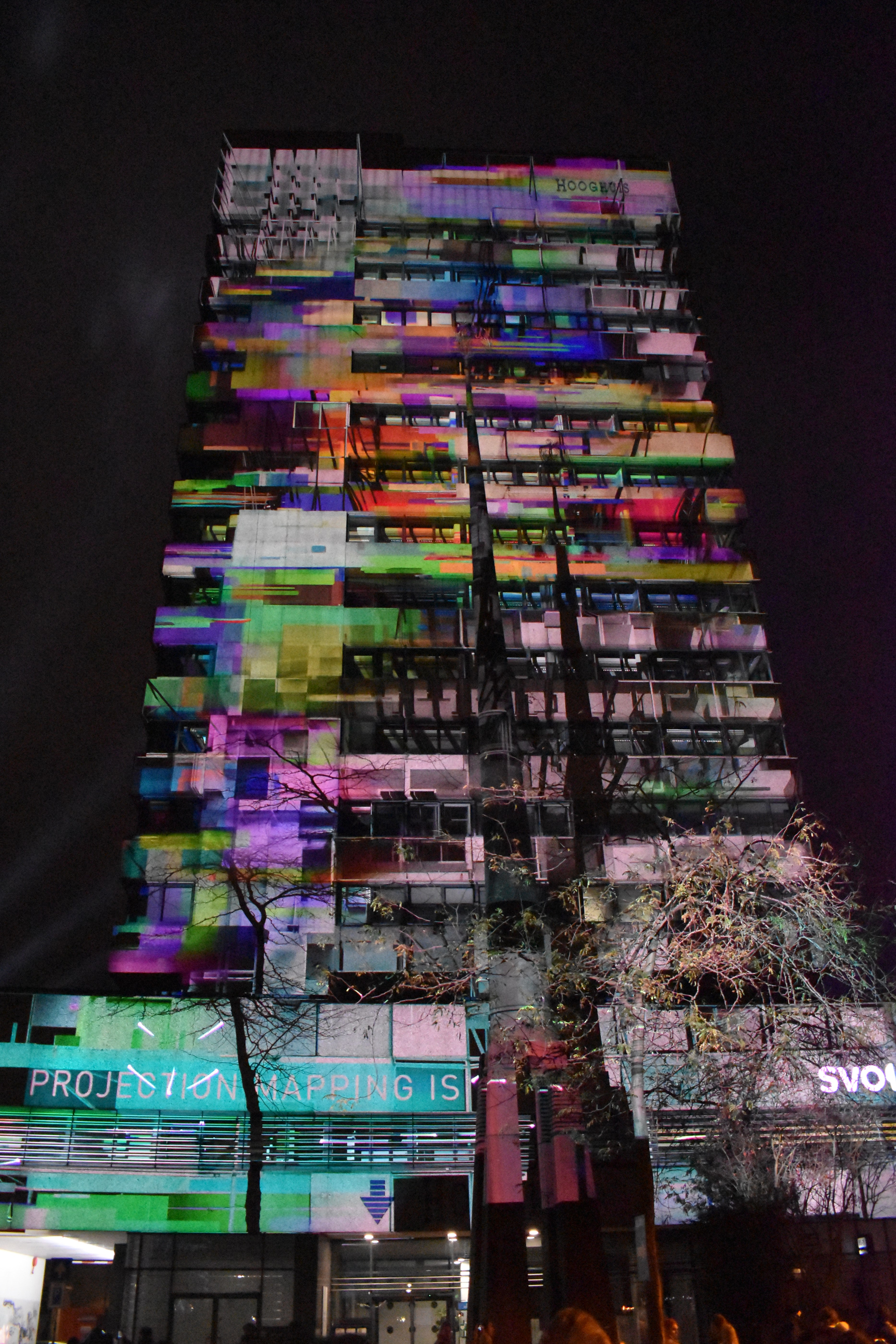
Het Hooghuis
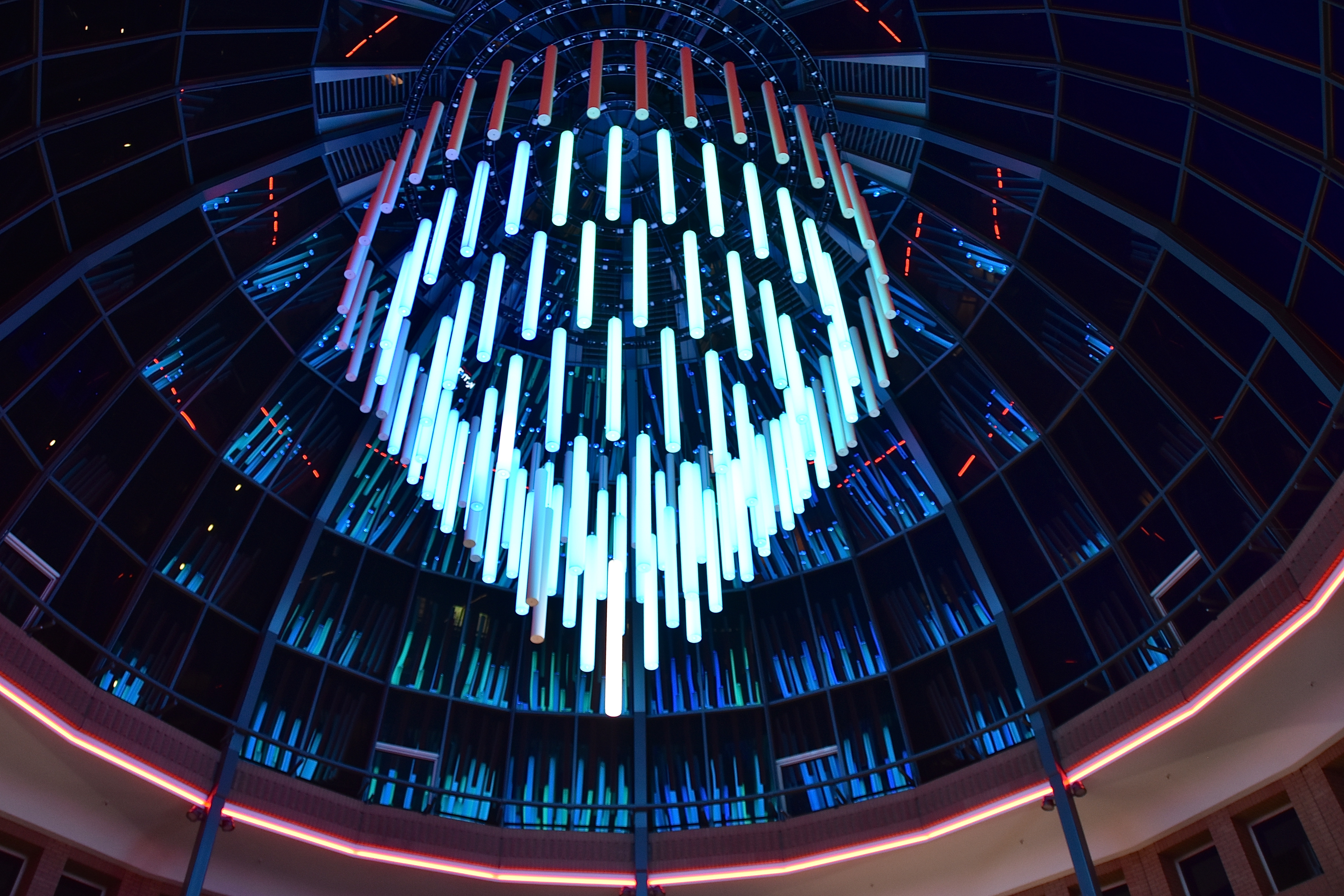
Binnen de Heuvel
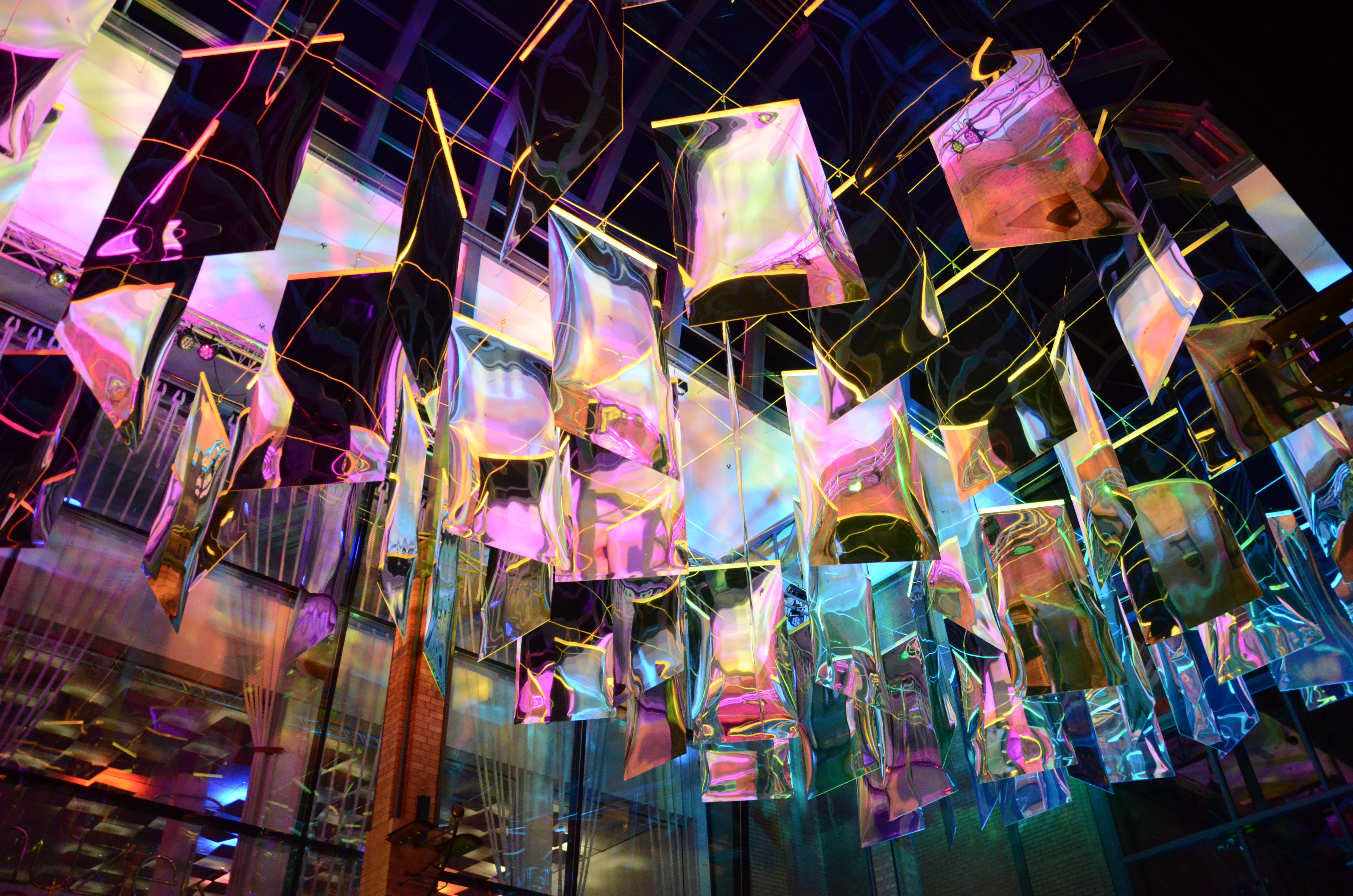
Binnen de Heuvel
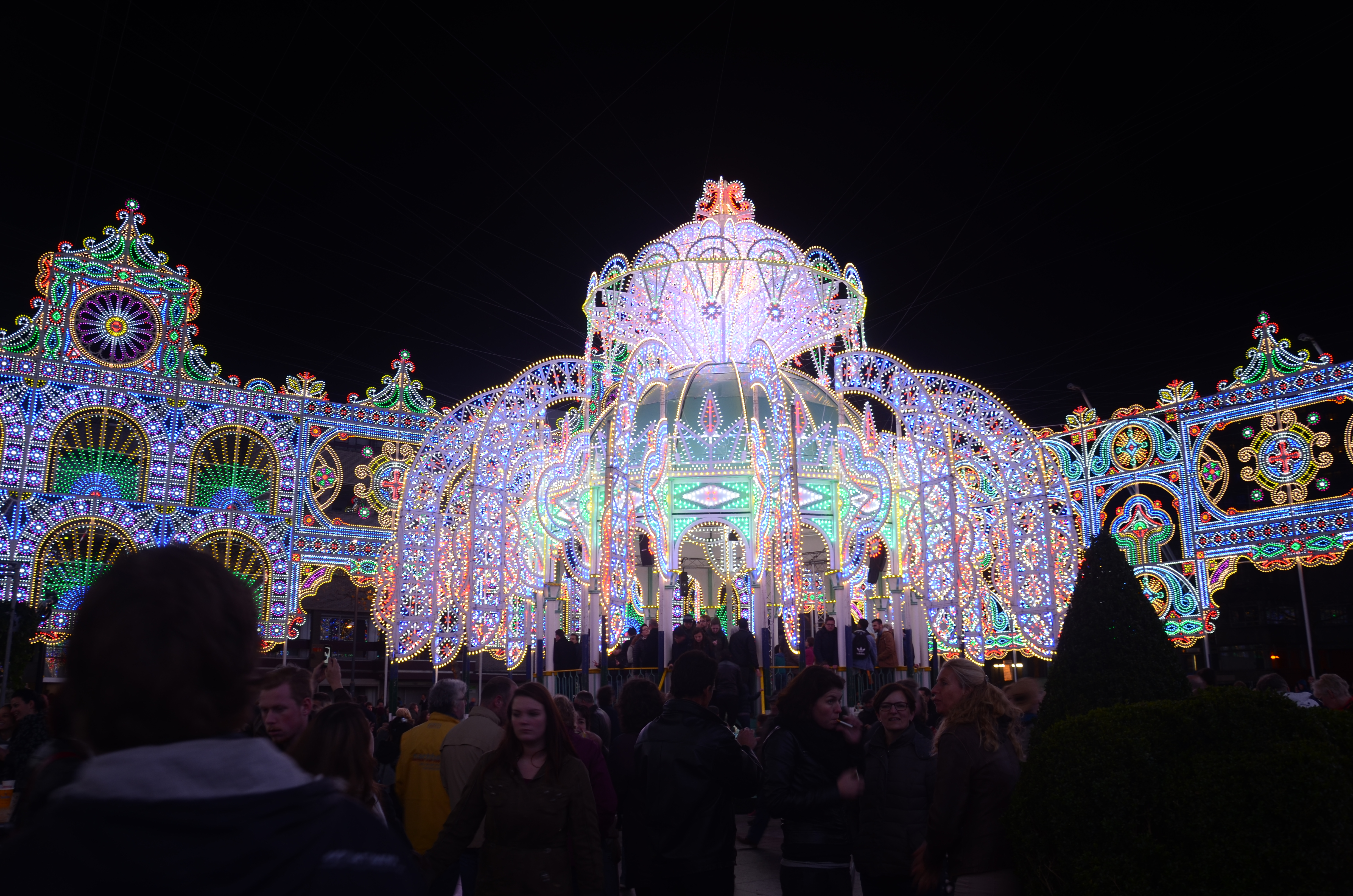
Het Stadhuisplein
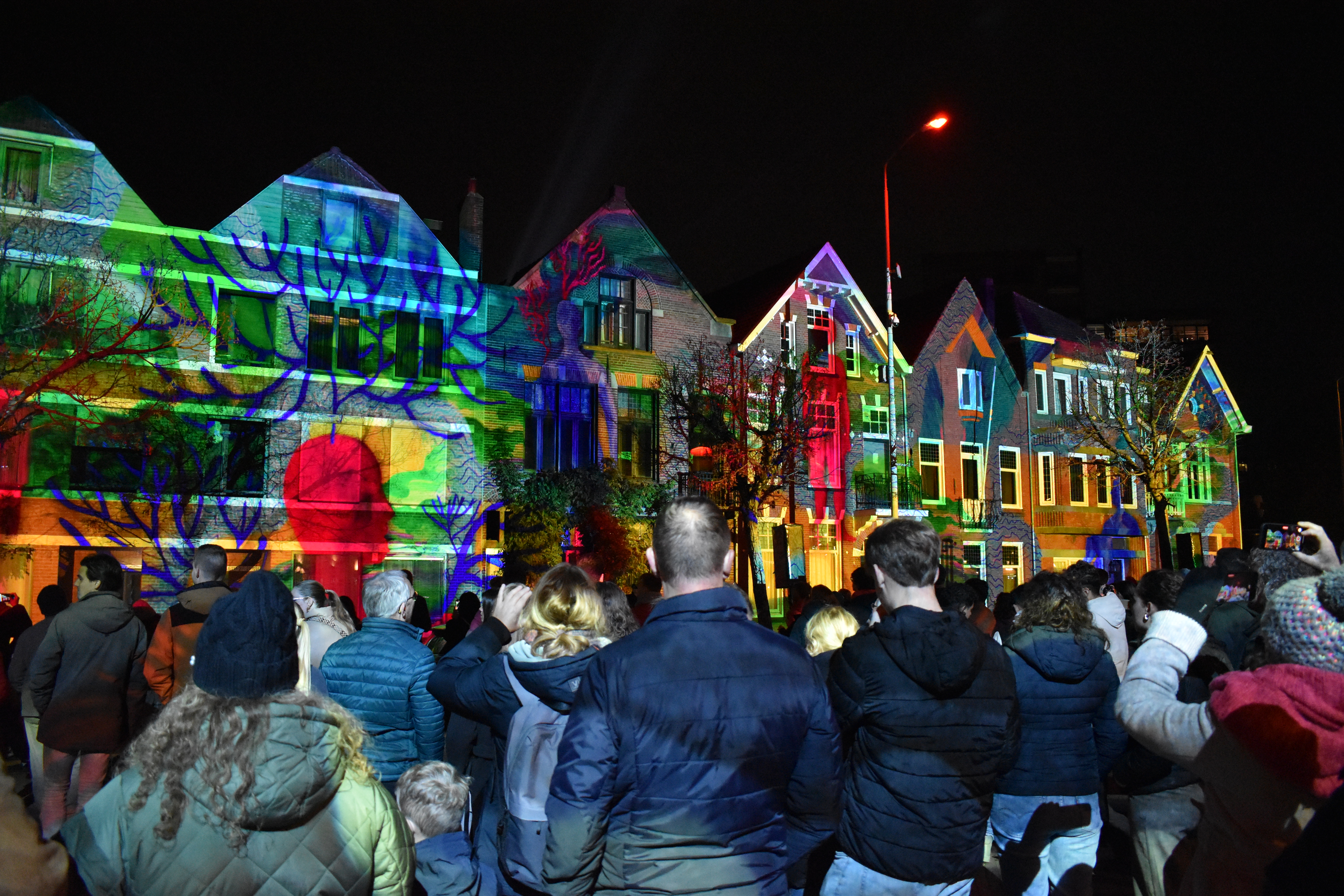
Het Wilhelminaplein
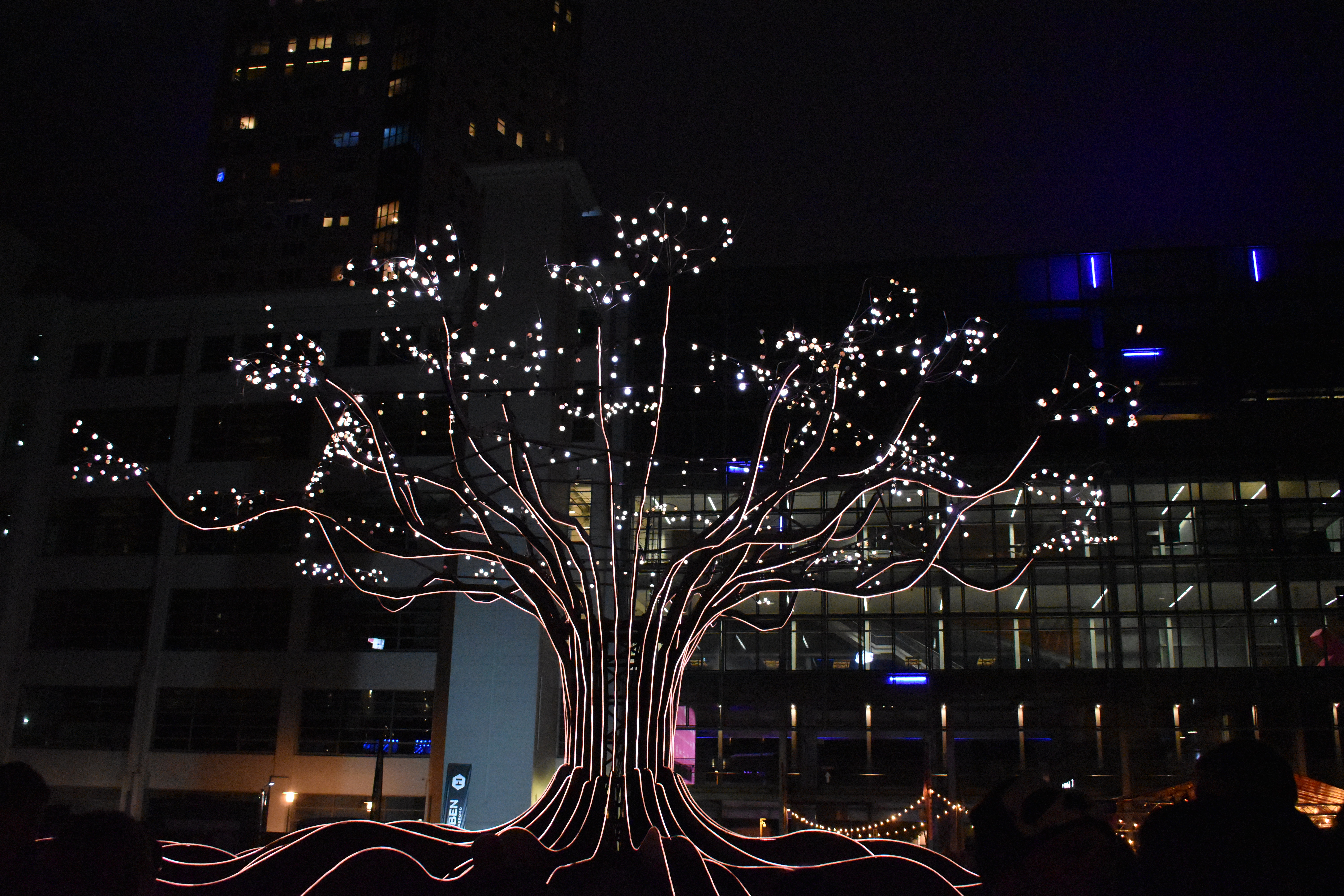
Achter de Witte Dame
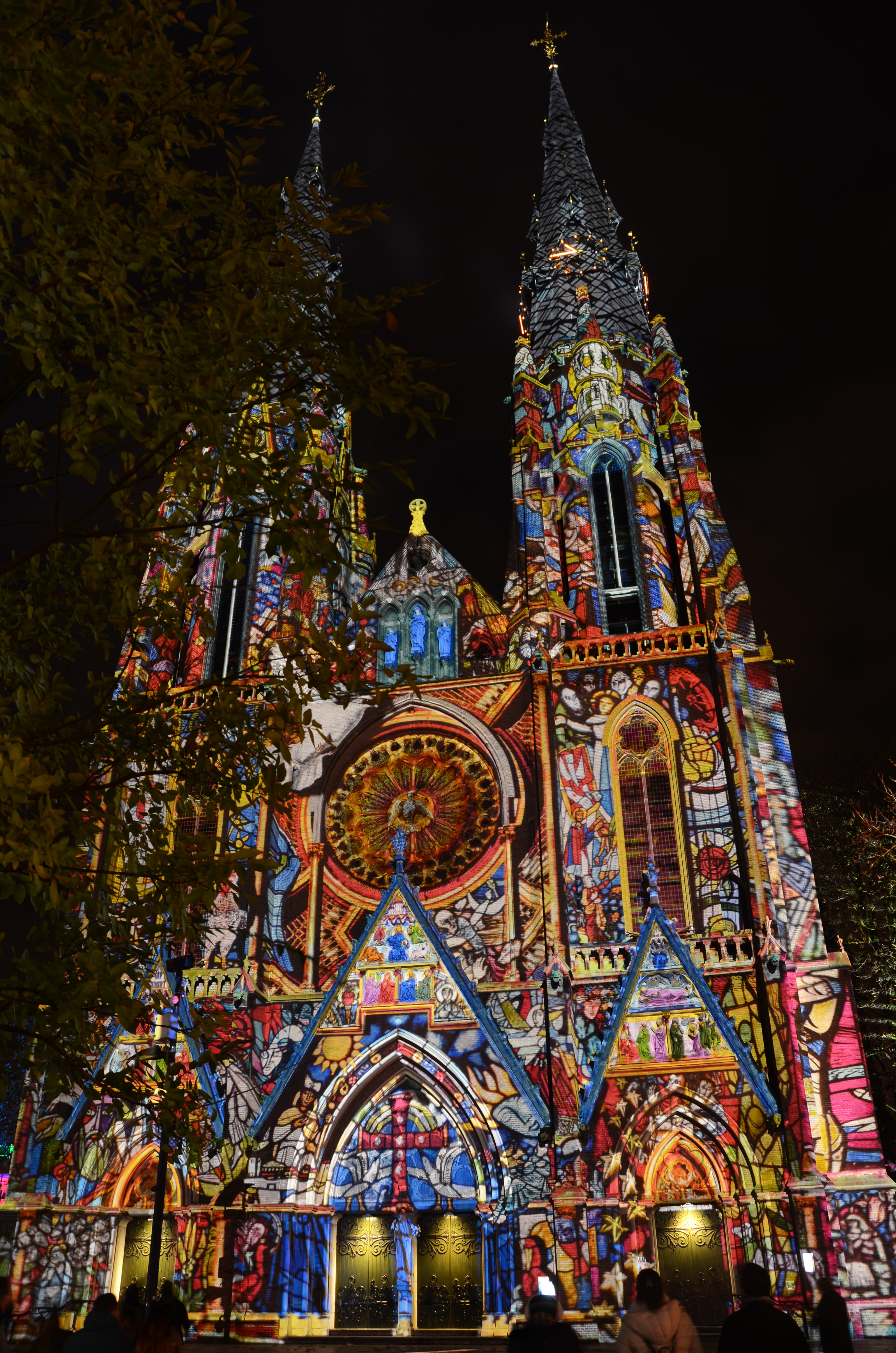
De Sint-Catharinakerk